# Manfred Klaiber

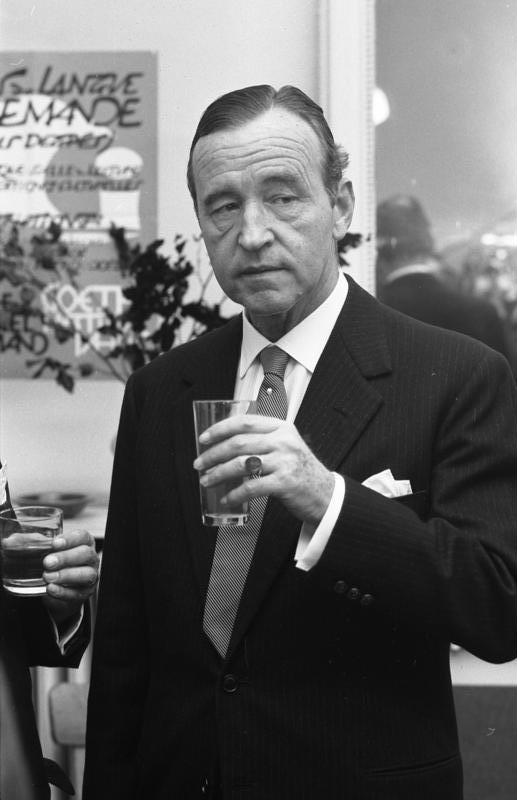
Einweihung der dt. Botschaft in Paris 1963

Manfred Otto Klaiber (* 8. Juni 1903 in Grafenberg; † 16. Juli 1981 in Stuttgart) war ein deutscher Diplomat.

## Leben
Manfred Klaiber war der Sohn des schwäbischen Pfarrers und Literaturhistorikers Theodor Klaiber (1870–1921) und dessen Frau Helene, geb. Barth (1878–1950). Er besuchte das Karls-Gymnasium in Stuttgart und  studierte Jura in Berlin und Tübingen. Dort wurde er Mitglied der Akademischen Gesellschaft Stuttgardia Tübingen. Nach der Promotion 1925 wurde er 1926 in den Auswärtigen Dienst einberufen. Seine ersten Stationen waren Paris als Legationssekretär der deutschen Botschaft und 1933 in gleicher Eigenschaft an der Botschaft von Pretoria. Zum 1. Oktober 1934 trat er der NSDAP bei (Mitgliedsnummer 2.872.171).

### Zeit des Nationalsozialismus
In der Zeit des Nationalsozialismus war Klaiber Vizekonsul am deutschen Generalkonsulat in Batavia und ab 1939 unter Joachim von Ribbentrop als Gesandtschaftsrat an der Botschaft in Ankara  eingesetzt. Ein 1987 veröffentlichtes Buch gab Klaiber eine Mitverantwortung für die Versenkung der Struma, ein mit 769 jüdischen Flüchtlingen gechartertes Schiff, das am 25. Februar 1942 im Bosporus havariert sein soll. Diese Aussage geht wiederum zurück auf eine Behauptung aus der ostdeutschen Publikation Aus dem Tagebuch eines Judenmörders von 1956. 1965 kam dagegen eine in einem westdeutschen  Historiker Jürgen Rohwer veröffentlichte Untersuchung des Vorfalles zu dem Schluss, dass die Struma vielmehr durch das sowjetische U-Boot Schtsch-213 – und nicht etwa durch ein deutsches Schnellboot – torpediert und versenkt worden ist.  Ab November 1942 war er in Belgrad beim „Bevollmächtigten des AA beim Militärbefehlshaber in Serbien“ und ab 1944 in Wien in der Dienststelle des AA für Griechenland, Serbien, Albanien und Montenegro tätig.

### Nachkriegszeit
In seinem Spruchkammerverfahren konnte Klaiber Persilscheine von Außenamtskollegen vorweisen, die ihm bescheinigten, dass er serbischen Gestapo-Häftlingen in Belgrad geholfen habe sowie jüdischen Flüchtlingen in der Türkei; zudem verlegte er seinen Parteieintritt in das Jahr 1936, so dass er im Januar 1947 als „Entlasteter“ entnazifiziert wurde.
Seit Mai 1947 war Klaiber im württembergisch-badischen Staatsministerium tätig und ab 1948 als Ministerialrat Bevollmächtigter bei der Verwaltung des Vereinigten Wirtschaftsgebietes in Frankfurt am Main.
Zwischen 1949 und 1957 war er Chef des Bundespräsidialamts und brachte dort seine ehemaligen AA-Kollegen und NSDAP-Mitglieder Luitpold Werz und Günther Wawretzko als Referatsleiter unter. Klaiber erhielt 1953 den Titel eines Staatssekretärs. 1957 wurde Klaiber mit dem Großen Verdienstkreuz der Bundesrepublik Deutschland ausgezeichnet. Von 1957 bis 1963 war er Botschafter in Rom, anschließend bis 1968 Botschafter in Paris.
Er heiratete 1939 Ruth, geb. Staengel (1910–1991). Aus der Ehe gingen ein Sohn und zwei Töchter hervor. Sein Sohn Klaus-Peter Klaiber (* 1940) wurde ebenfalls Diplomat.

## Veröffentlichung
- Si può parlare di un miracolo nell'economia germanica? : Discorso pronunciato a Roma, il 28 gennaio 1959, nella sede del Banco di Roma, sotto gli auspici del Centro italiano di studi per la riconciliazione internazionale, Rom 1959